# Distrito electoral federal 6 de Chiapas
El VI Distrito Electoral Federal de Chiapas es uno de los 300 distritos electorales en los que se encuentra dividido el territorio de México para la elección de diputados federales y uno de los 13 en los que se divide el estado de Chiapas. Su cabecera es la ciudad de Tuxtla Gutiérrez, que es además la capital del estado.
Desde 2017, el distrito VI ocupa el territorio de 7 municipios en el centro del estado: Acala, Chiapa de Corzo, Chiapilla, Ocozocoautla de Espinosa, Suchiapa, Totolapa y Tuxtla Gutiérrez.

## Distritaciones anteriores

### Distritación 1977 - 1996
De 1977 a 1996 el Distrito VI e Chiapas estaba integrado por los municipios de Palenque, Amatán, Catazajá, Chilón, Huitiupán, La Libertad, Pueblo Nuevo Solistahuacán, Sabanilla, Salto de Agua, Tila, Tumbalá y Yajalón. Su cabecera era la ciudad de Palenque.

### Distritación 1996 - 2005
De 1996 a 2005 El VI Distrito de Chiapas se encontraba en la misma zona central del estado pero los municipios que lo formaban eran diferentes, siendo estos Acala, Chiapa de Corzo, Chiapilla,  Ixtapa, Nicolás Ruiz, San Lucas, Soyaló, Totolapa y Venustiano Carranza que continúan formando parte de él, más los de Bochil, La Concordia, Soyaló y Villa Corzo, su cabecera era la ciudad de Chiapa de Corzo.

### Distritación 2005 - 2017
Al centro del estado de Chiapas, el distrito VI se formó por los municipios de Acala, Chiapa de Corzo, Chiapilla, Chicoasén, Ixtapa, Las Rosas, Nicolás Ruiz, Osumacinta, San Lucas, Soyaló, Suchiapa, Totolapa, Venustiano Carranza y la zona sur y oeste del de Tuxtla Gutiérrez.
Para el proceso de distritación de 2016-2017, se reconfigura el distrito al desincoporar del distrito a los municipios de Chicoasén, Ixtapa, Las Rosas, Nicolás Ruiz, Osumacinta, San Lucas, Soyaló y Venustiano Carranza y se anexó el municipio de  Ocozocoautla de Espinosa.

## Diputados por el distrito
| Diputado                                                      | Grupo parlamentario | Legislatura   | Periodo     |
| ------------------------------------------------------------- | ------------------- | ------------- | ----------- |
| Fausto Moguel                                                 |                     | XXI XXII      | 1902 - 1906 |
| Vacante                                                       | Vacante             | XXIII         | 1906 - 1908 |
| Eduardo Viñas                                                 |                     | XXIV          | 1908 - 1910 |
| Manuel Larrañaga Portugal                                     |                     | XXV           | 1910 - 1912 |
| Querido Moheno                                                |                     | XXVI          | 1912 - 1914 |
| J. Amilcar Vidal                                              |                     | Constituyente | 1916 - 1917 |
| Pedro A. Cristiani                                            |                     | XXVII         | 1917 - 1918 |
| César A. Lara                                                 |                     | XXVIII XXIX   | 1918 - 1922 |
| J. Enrique Domínguez                                          |                     | XXX           | 1922 - 1924 |
| Milcíades Carrascosa                                          |                     | XXXI          | 1924 - 1926 |
| José Castañón                                                 |                     | XXXII         | 1926 - 1928 |
| Pedro Cerisola                                                |                     | XXXIII        | 1928 - 1930 |
| El distrito VI es suprimido en 1930. Es restablecido en 1961. |                     |               |             |
| Arturo Moguel Esponda                                         |                     | XLV           | 1961 - 1964 |
| Alfonso González Blanco                                       |                     | XLVI          | 1964 - 1967 |
| Patrocinio González Garrido                                   |                     | XLVII         | 1967 - 1970 |
| Octavio Cal y Mayor Sauz                                      |                     | XLVIII        | 1970 - 1973 |
| María Guadalupe Cruz Aranda                                   |                     | XLIX          | 1973 - 1976 |
| Leonardo León Cerpa                                           |                     | L             | 1976 - 1979 |
| Alberto Ramón Cerdio Bado                                     |                     | LI            | 1979 - 1982 |
| Humberto Pulido García                                        |                     | LII           | 1982 - 1985 |
| Hilse Sarmiento Gómez                                         |                     | LIII          | 1985 - 1988 |
| Romeo Ruiz Armento                                            |                     | LIV           | 1988 - 1991 |
| Marlene Herrera Díaz                                          |                     | LV            | 1991 - 1994 |
| Rafael Ceballos Cancino                                       |                     | LVI           | 1994 - 1997 |
| Roberto Albores Guillén                                       |                     | LVII          | 1997 - 1998 |
| Agustín Santiago Albores                                      | 1998 - 2000         | LVII          |             |
| Roberto Domínguez Castellanos                                 |                     | LVIII         | 2000 - 2003 |
| Roberto Aguilar Hernández                                     |                     | LIX           | 2003 - 2006 |
| Héctor Narcía Álvarez                                         |                     | LX            | 2006 - 2009 |
| Mirna Lucrecia Camacho Pedrero                                |                     | LXI           | 2009 - 2012 |
| Williams Oswaldo Ochoa Gallegos                               |                     | LXII          | 2012 - 2015 |
| Sasil de León Villard                                         |                     | LXIII         | 2015 - 2017 |
| Nancy López Ruiz                                              | 2017 - 2018         | LXIII         |             |
| Zoé Robledo Aburto                                            |                     | LXIV          | 2018        |
| Raúl Eduardo Bonifaz Moedano                                  | 2018 - 2021         | LXIV          |             |
| Jorge Llaven Abarca                                           |                     | LXV           | 2021 -      |

## Resultados electorales

### 2009
|  | Partido Acción Nacional                        |  | Mirna Lucrecia Camacho Pedrero   |
|  | Coalición Primero México (PRI, PVEM)           |  | Miguel Ángel Vargas Blanco       |
|  | Partido de la Revolución Democrática           |  | Corazón Gómez Consuegra          |
|  | Coalición Salvemos a México (PT, Convergencia) |  | Dagoberto Santiago Román Flores  |
|  | Partido Nueva Alianza                          |  | Jorge Esteban Villatoro Martínez |
|  | Partido Socialdemócrata                        |  | Zandra Ruth Vidal Muñiz          |